# Deborah Louise Black
Deborah Louise Black (* 1958) ist eine kanadische Philosophiehistorikerin.
Black ist Professorin für Philosophie und Mediävistik an der Universität Toronto, an der sie auch ihre Studien absolviert hat. Ihre Forschungsschwerpunkte liegen in der arabischen (Al-Farabi, Avicenna, Averroes) und mittelalterlichen Philosophie (Thomas von Aquin) einschließlich der Rezeption der altgriechischen Philosophie, besonders der Rhetorik und Poetik des Aristoteles, des von Platon stammenden Dialoges Menon und des Neuplatonismus.

## Schriften (Auswahl)
- Logic and Aristotle's "Rhetoric" and "Poetics" in Medieval Arabic Philosophy. Brill, Leiden 1990.
- Logic in Islamic Philosophy. (1990)  Auszug: online (PDF; 111 kB)
- Consciousness and Self-Knowledge in Aquinas’s Critique of Averroes’s Psychology. (1993).
- Mental Existence in Thomas Aquinas and Avicenna. (1999).
- Estimation and Imagination: Western Divergences from an Arabic Paradigm. (2000).
- Models of the Mind: Metaphysical Presuppositions of the Averroist and Thomistic Accounts of Intellection. (2004), online (PDF; 154 kB)
- Soul and Intellect in Arabic Philosophy. In: Peter Adamson, Richard C. Taylor (Hrsg.): The Cambridge Companion to Arabic Philosophy. Cambridge University Press, Cambridge 2004, online.
- Knowledge and Certitude in Al-Farabi. (2006).
- Avicenna on Self-Awareness And Knowing that One Knows. (2008).
- Al-Farabi on Meno's Paradox. (2008).
- The Natue of Intellect. In: Robert Pasnau, Christina van Dyke (Hrsg.), The Cambridge History of Medieval Philosophy, Bd. 1. Cambridge UP, Cambridge 2010.